# Летающая тарелка (фильм, 1950)
«Летающая тарелка» (англ. The Flying Saucer; США, 1950) — первый в истории фантастический художественный фильм о «летающей тарелке», режиссёра Майкла Конрада, по сценарию Говарда Ирвинга Йонга по рассказу Майкла Конрада. Фильм характеризовали, как шпионский детектив нежели научную фантастику, позиционировался, как битва между США и Советским Союзом. Низкобюджетная независимая картина вышедшая в эпоху «Холодной войны» и паники из-за «летающих тарелок».
Ей предшествовало сообщение 1947 года американского пилота Кеннета Арнольда, который видел некий объект за бортом своего самолёта, позднее этому инциденту дали название «Случай в Каскадных горах». Между 1950 и 1959 годами было получено 650 сообщений о появлении неопознанных объектов в небе. ВВС США потратили около 500 000 долларов на проверку этих сообщений. На волне сообщений о появлении НЛО последовала серия фильмов о посещении Земли космическими пришельцами, отсчёт которых ведут с этой картины.
Фильм Майкла Конрада с оригинальным названием «Летающая тарелка» действительно показывает аппарат, летающий по воздуху, но разговоры о «настоящих» НЛО появились благодаря Голливуду.
Агент ФБР по фамилии Макнайт подтвердил рассказ Майкла Конрада, а некоторые отснятые Макнайтом кадры были использованы в фильме, рассказ к которому написал Конрад, спродюсировал, срежиссировал и в котором снялся сам.

## Сюжет
Сотрудники американской разведки узнают, что советские шпионы начали исследовать отдаленный район территории Аляски в поисках ответов на распространяющиеся сообщения о летающих тарелках. Богатый американский плейбой Майк Трент (Микел Конрад), выросший в этом отдаленном регионе, завербован офицером разведки Хэнком Торном (Рассел Хикс), чтобы помочь агенту секретной службы исследовать этот район и выяснить, что, возможно, нашли русские. Ему в помощь дают агента по имени Ви Лэнгли (Пэт Гаррисон). Они отправляются в путь вместе и постепенно у них возникает взаимное влечение друг к другу. Их легенда заключается в том, что Майк страдает от нервного срыва, а она — его личная медсестра. В охотничьем домике семьи Майка их встречает сторож с иностранным акцентом по имени Ханс (Ханц фон Тойффен).
Майк не верит сообщениям о летающих тарелках, пока не замечает одну из них. Майк и Ви, обнаруживают, что Ханс — один из советских агентов, который пытается заполучить летающую тарелку. Оказывается, тарелка — это изобретение американского ученого доктора Лоутона (Рой Энгел). Но Тернер (Денвер Пайл), помощник Лоутона, симпатизирует коммунистам, и у него другие планы, он пытается заключить сделку по продаже тарелки Советскому Союзу за миллион долларов.
Поездка Майка в Аляска, чтобы повидаться со старыми друзьями, включая Мэтта Митчелла (Фрэнк Дэрриен), заканчивается распитием спиртного. Когда Ви находит его, он оказывается в компании девушки из бара по имени Нанетт (Вирджиния Хьюитт). Мэтт связывается с советскими агентами, которые пытаются заполучить летающую тарелку. Когда он пытается заключить сделку с полковником Марикоффом (Лестер Шарп) в штаб-квартире шпиона, Мэтт теряет сознание.
Ему удается сбежать, он разыскивает Майкла, но на них нападают русские, которые убивают Мэтта. Однако перед смертью Мэтт раскрывает местонахождение тарелки, около озера. Майк арендует самолёт и летит туда, где спрятана тарелка. Прилетев обратно в свой домик, он пытается найти Ви, которая пыталась похитить Лоутона. Троица попадает в плен к перебежчику Тейлору и группе советских агентов. Русские ведут своих пленников по секретному туннелю, скрытому под ледником. Начинается лавина, которая сметает их с лица земли. Майк, Ви и Лоутон выбегают из туннеля как раз вовремя, чтобы увидеть, как Тернер улетает на тарелке. Он внезапно взрывается в воздухе из-за бомбы замедленного действия, которую Лоутон заложил на борт на такой случай. Теперь их миссия выполнена, Майк и Ви обнимаются и целуются.

## Производство
В написании сценария Конраду помогал Говард Ирвинг Йонг, драматург и сценарист, который написал оригинальный сценарий для британской научно-фантастической комедии «Время летит» 1945 год. Музыка была написана Дарреллом Калкером, на счету которого несколько научно-фантастических работ, в том числе «Женщина Вуду» 1957 года, «Оно пришло из ада» 1957 года, «Удивительный прозрачный человек» 1960 год. Актёры, занятые в фильме, сыграли в сего в нескольких картинах и были подобраны из местных талантов, для экономии средств. Съёмки проходили на Аляске, где до этого Конрад снимался в кино. Его фильм изобилует натурными съёмками и даже критики обратили внимание на это, отметив, что это то не многое на что можно посмотреть.

### Реклама
Майкт Конрад во время рекламы фильма разослал в Лос-Анджелесские газеты сообщение о том, что во время съемок фильма «Арктическая охота» на Аляске в 1948 году он действительно видел и заснял на видео, восемь настоящих летающих тарелок. Он утверждал, что все отснятые материалы были изъяты ФБР и что только треть из них была возвращена. Конрад даже представил настоящего сотрудника ФБР, который мог подтвердить, что бюро действительно конфисковало материалы и вернуло только их часть материалов. Эта часть была использована в фильме «Летающая тарелка». Поэтому фильм начинается с текста: «Мы с благодарностью отмечаем сотрудничество тех, кто находится у власти, благодаря которым создание фильма „Летающая тарелка“ стало возможным в настоящее время».
Но, некоторым журналистам не потребовалось много времени, чтобы узнать, что человек, утверждавший, что работает на ФБР, на самом деле был приятелем Конрада, который согласился на маркетинговый трюк режиссёра фильма. Маркетинг фильма также оказался полной фальшивкой, в чём многие разочарованные поклонники научной фантастики убедились, когда заняли свои места в кинотеатрах, предвкушая грандиозный фестиваль криков в духе Герберта Уэллса с проносящимися по небу космическими кораблями, маленькими зелеными человечками и колоколами судного дня. Но вместо этого, с самой первой сцены зрителю сообщают, что на самом деле речь не космическом корабле пришельцев, а экспериментальном реактивном самолёте, предназначенный для перевозки ядерной бомбы. Задача главного героя — найти его, его конструктора и пилота до того, как старые грязные русские коммунисты найдут его первыми. Затем фильм превращается в затянувшийся «триллер» о холодной войне Z-класса в сочетании с рекламным фильмом для туризма на открытом воздухе на Аляске. Настоящая летающая тарелка появляется в самые последние пять минут фильма. Моргни, и ты это пропустил. Неудивительно, что жанр «летающей тарелки» не взорвался сам по себе в «самом первом фильме».

## В ролях
- Майкл Конрад — Майкл Трент
- Пэт Гаррисон — Ви Лэнгли
- Ханс фон Теуффен— Ханс
- Рой Энджел — Доктор Лоутон
- Лестер Шарп — Марикофф
- Денвер Пайл — шпион Тёрнер
- Ёрл Лион — Алекс шпион
- Фрэнк Дарриен — Мэтт Митчел
- Рассел Хикс — Шеф Хэнк Торн
- Виргиния Хьюит — Нанет
- Гарри Оуен — Бармен

## Отзывы
Дейл Шерман в своей книге «Armageddon Films FAQ» описывает картину, как первый фильм, использующий концепцию «летающей тарелки», но структура и сюжет картины, был связан со шпионажем и героем, который узнаёт, что тарелка дело рук человека, а его задача недопустить её попадания в руки Красных. Главный герой фильма напивался, держа по пять сигарет в одной руке, вероятнее всего этот фильм никто бы не запомнил, если бы он не был первым.
Автор книги «Before and After Roswell: The Flying Saucer in America, 1947—1999» Дэвид Клэри писал о фильме, как о картине, в которой «Летающая тарелка» есть только в названии, а сам фильм обычная шпионская байка о агенте, отправленном на Аляску расследовать появление загадочного самолёта.

## Критика
Босли Колтер из издания «The New York Times» в 1950 году отозвался о фильме — «Фильм под названием „Летающая тарелка“ вчера прилетел в Риальто, и, за исключением некоторых приятных пейзажей Аляски, он может продолжать лететь, нам все равно. На самом деле, это настолько неуклюжий фильм, что мы сомневаемся, зайдет ли он очень далеко, и из милосердия не решаемся нанести по нему даже критический удар!»
Стюарт Гэлбрейт говорил о фильме так — «В целом „Летающая тарелка“ мучительно скучна, фильм где ничего особенного не происходит, за исключением шаблонного расследования и интриги пятой колонны».